# Grytesjön (Mårdaklevs socken, Västergötland)
Grytesjön är en sjö i Svenljunga kommun i Västergötland och ingår i Ätrans huvudavrinningsområde. Sjön är 4,5 meter djup, har en yta på 0,033 kvadratkilometer och är belägen 138 meter över havet.